# Proklamacija
Proklamacija ili proglas (lat. proclamare) službena je izjava koju izdaje ovlaštena osoba radi obznanjivanja određenih priopćenja. Proglasi se trenutno koriste u vladajućem okviru nekih nacija i obično se izdaju u ime šefa države. Proglas je obično neobvezujuća obavijest.
Općenito se razlikuju službeni proglasi države ili vlade obvezujućeg karaktera i proglasi društveno-političkih skupina ili organizacija. Osim toga, proglašenjem se naziva i postupak proglašenja početka vlasti nad određenim vladarskim područjem – npr. 26. srpnja 1581. potpisana je Proklamacija nizozemske neovisnosti koja je dovela do stvaranja Republike Nizozemske 1588., koja je službeno priznata 1648. mirom u Münsteru.
Objava namjere vjenčanja dvoje ljudi nazivana je "proklamacijom" jer se obavljala čitanjem odgovarajućeg teksta tijekom bogoslužja. U gradovima su se zakoni i uredbe "proglašavali" sve do modernih vremena kako bi postali poznati i učinkoviti.